# Абдаллах I аль-Галиб
Абдаллах I аль-Галиб (араб. عبد الله الغالب‎) — второй султан Марокко из династии Саадитов, правивший в 1557—1574 годах.
У основателя династии Саадитов Мохаммеда аш-Шейха от первой жены было три сына, но старшие два умерли в 1550 и 1551 годах. Единственный оставшийся сын от первой жены Абдаллах I аль-Галиб стал султаном Марокко после смерти своего отца как законный наследник, на тот момент ему было уже 40 лет, и он занимал государственные должности вице-короля Марракеша и губернатора Феса.
После того как Абдаллах I аль-Галиб стал султаном, его три младших брата  Абдулмумен, Абу Марван и Ахмад вынуждены были бежать из Марокко на территории Оттоманской империи. Абу Марван и Ахмад впоследствии станут султанами Марокко.
В это время Марокко было ареной соперничества интересов Оттоманской империи и Испании. В течение довольно мирного царствования Абдаллаху I аль-Галибу удалось отстоять независимость Марокко от обеих империй. В 1558 году Абдаллах I аль-Галиб выступил против напавших на Марокко турок и разбил их в битве у Ущелья ал-Лабан (араб. معركة وادي اللبن‎). В борьбе против турок Абдаллах I аль-Галиб опирался на помощь испанцев. Он даже на время занял крупный Алжирский город Тлемсен, находившийся под протекторатом Турции. В 1568 году  Абдаллах I аль-Галиб поддержал восстание Морисков в Испании.
Абдаллах I аль-Галиб умер 22 января 1574 года от приступа астмы. Во время правления его резиденцией был Марракеш. Абдаллах I аль-Галиб построил в нём мечеть, маристан (госпиталь при мечети) и Медресе Бен Юсефа.
Абдаллах I аль-Галибу наследовал его старший сын Абу Абдалла Мохаммед II, хотя на трон претендовал младший брат Абдаллаха Абу Марван, который через два года и сверг своего племянника Абу Абдалла.